# تپه زروان
تپه زروان مربوط به سدهٔ ۶ تا ۸ ه.ق - ۱۰ تا ۱۲ ه.ق است و در شهرستان خوی، بخش ایواوغلی، دهستان ایواوغلی، روستای زروان واقع شده و این اثر در تاریخ ۲۸ اسفند ۱۳۸۵ با شمارهٔ ثبت ۱۸۹۹۷ به‌عنوان یکی از آثار ملی ایران به ثبت رسیده است.